# خورخي بابتيستا
خورخي بابتيستا (بالبرتغالية: Jorge Carlos Santos Moreira Baptista‏) هو لاعب كرة قدم برتغالي، ولد في 2 أبريل 1977 في فيلا نوا دغايا في البرتغال. لعب مع إشتوريل برايا ونادي جل فيسنتي ونادي ليتشويس ونافال.

## وصلات خارجية
- خورخي بابتيستا على موقع قاعدة بيانات كرة القدم.إي يو (الإنجليزية)
- خورخي بابتيستا على موقع Soccerway.com (الإنجليزية)